# Pac-Man
Pac-Man (conhecido em japonês com o nome de Puckman ou パックマン) é um jogo eletrônico criado por Tōru Iwatani para a empresa Namco, e sendo distribuído para o mercado americano pela Midway Games. Produzido originalmente para Arcade no início dos anos 1980, tornou-se um dos jogos mais jogados e populares no momento, tendo versões modernas para diversos consoles e continuações para tantos outros, inclusive na atualidade. A mecânica do jogo é simples: o jogador era uma cabeça redonda com uma boca que se abre e fecha, posicionado em um labirinto simples repleto de pastilhas e 4 fantasmas que o perseguiam. O objetivo era comer todas as pastilhas sem ser alcançado pelos fantasmas, em ritmo progressivo de dificuldade.
O jogo foi lançado no dia 22 de maio de 1980.
O jogo original rendeu muitas versões ainda para o Atari 2600 (como "Mrs. Pacman", e "Super Pac-Man.", além de outros não relacionados mas que seguiam o mesmo estilo), e posteriormente para diversos outros consoles e para o computador. Atualmente existem versões em 3 dimensões, outras em estilo "adventure", sempre remontando ao personagem redondo e faminto do jogo original e seus perseguidores fantasmas.

## História
Em 1980, Toru Iwatani, um designer da Namco, queria inventar um jogo de vídeo diferente dos "Shoot 'em ups" (tiro-neles), que se assemelhasse a um desenho-animado.
O jogo foi lançado em 22 de maio de 1980. A ideia do desenho original ocorreu durante um jantar com amigos, e deve-se a uma pizza sem uma fatia, que fazia lembrar uma boca aberta; assim tem origem uma personagem inspirada em Paku, uma personagem popular no Japão conhecido pelo seu apetite. A personagem e jogo tiveram o nome Puck-Man, do termo Japonês paku-paku, que significa a boca de alguém a abrir-se e fechar-se. Em 1980, a Bally comprou os direitos nos Estados Unidos; o personagem foi rebatizado Pac-Man, evitando que o nome fosse mal interpretado com o palavrão "fuck", o jogo tornou-se famoso no ano seguinte.
No jogo os jogadores controlam Pac-Man, com o objectivo de comer todas as bolas (ou pastilhas) que se encontram espalhadas num labirinto, enquanto evitam quatro fantasmas (os Galaxians), 'blinky', 'pinky', 'inky' e 'clyde', que escapam de uma prisão. Em cada canto da área de jogo, estão pastilhas maiores que permitem ao pac-man caçar os fantasmas, em vez de ser caçado, durante um curto período de tempo.
O jogo foi um dos mais populares, sendo o primeiro jogo de vídeo que originou um merchandising massivo, com camisetas, casacos, calças, copos de café, peluches, lençóis, cereais, jogos-de-tabuleiro, livros e toalhas.

## Inovações
Muito antes dos games da franquia Super Mario Bros., Pac-Man foi o primeiro jogo a apresentar a mecânica de “Power-Up”, algo que lhe concedia mais poder temporariamente. As pílulas energéticas do personagem permitiam que, por um tempo limitado, ele pudesse devorar os fantasmas que normalmente o perseguiam e eram a causa de sua morte. A ideia de um “Power-Up” surgiu do clássico desenho animado Popeye, onde o protagonista fica mais forte quando come seu espinafre.
Outro conceito inovador de Pac-Man era sua complexa Inteligência Artificial. Cada fantasma tinha uma “personalidade”, uma função no jogo. Um deles perseguia incessantemente Pac-Man, outros dois tentavam se antecipar ao personagem para pegá-lo de surpresa e o último era meio bobo e só ficava circulando por aí. Um dos interceptadores era também meio “covarde” e só encarava Pac-Man quando estava perto dos seus outros amigos fantasmas.

## Personagens

### Pac-Man
Pac-Man é o personagem principal da franquia de jogos eletrônicos. É marcado como um dos personagens mais icônicos dos games desde sua estreia, recebendo inúmeros jogos inspirados no mesmo e programas de TV. O personagem também serve como mascote oficial da empresa Namco.

### Fantasmas
Os fantasmas Blinky, Pinky, Inky e Clyde são os inimigos/vilões do jogo. Apesar da natureza aparentemente aleatória, seus movimentos são estritamente determinísticos, que os players usaram para sua vantagem. Em uma entrevista, o criador Toru Iwatani afirmou que ele havia projetado cada inimigo com sua própria personalidade distinta, a fim de impedir que o jogo se tornasse impossivelmente difícil ou chato de jogar. Mais recentemente, Iwatani descreveu o comportamento do inimigo com mais detalhes na 2011 Game Developers Conference. Ele afirmou que o inimigo vermelho persegue Pac-Man, e os inimigos rosa e azul tentam se posicionar na frente da boca de Pac-Man.  Embora ele tenha afirmado que o comportamento do inimigo laranja é aleatório, o código do jogo revela que ele realmente persegue o Pac-Man na maioria das vezes, mas também se move para o canto inferior esquerdo do labirinto quando fica muito perto do Pac-Man.
| Cor      | Nome   | Info |
| -------- | ------ | --- |
| Vermelho | Blinky | - No jogo de arcade original, segue atrás de Pac-Man. Ele é considerado o líder dos fantasmas. No desenho animado do Pac-Man, Blinky é esperto e covarde com problemas gramaticais. Em Pac-Man e as Aventuras Fantasmagóricas, Blinky é o líder padrão da Família Gangue Fantasma e tende a ajudar o lado vencedor. O Blinky recebe um aumento de velocidade após a liberação de vários pac-pellets. Este modo foi informalmente referido como "Cruise Elroy". |
| Rosa     | Pinky  | - No jogo arcade original, se posiciona na frente de Pac-Man. No desenho animado do Pac-Man, Pinky (dublado por Chuck McCann) é retratado como um metamorfo masculino. Nos jogos recentes, e Pac-Man e as Aventuras Fantasmagóricas, Pinky (dublada por Ashleigh Ball na série de TV e por Julia Kliewer no videogame e na sequência) é retratada como uma mulher apaixonada por Pac-Man, o que frequentemente coloca ela está em desacordo com Cylindria. |
| Azul     | Inky   | - No jogo de arcade original, tem um humor inconstante. Ele pode ser imprevisível. Às vezes, ele persegue Pac-Man agressivamente como Blinky; outras vezes, ele salta à frente de Pac-Man como Pinky faria. Ele pode até andar como Clyde de vez em quando. No desenho animado do Pac-Man, Inky (dublado por Barry Gordon) é descrito como sombrio e maluco. Em Pac-Man e as Aventuras Fantasmagóricas, Inky (dublado por Lee Tockar na série de TV e por Bryce Papenbrook no videogame) é o membro mais jovem. Embora seja o mais inteligente, ele não tem foco na maior parte do tempo. Em Pac-Man, Inky gosta de aparecer na frente do rosto de Pac-Man.              |
| Laranja  | Clyde  | - No jogo de arcade original, age como estúpido. Ele vai perseguir o Pac-Man à maneira de Blinky, mas irá para o canto da sua casa quando chegar muito perto. Na Sra. Pac-Man, esse fantasma se chama Sue, e no Jr. Pac-Man, esse fantasma se chama Tim. Na série animada, Clyde (dublado por Neil Ross) é o líder do grupo. Em jogos recentes e Pac-Man e as Aventuras Fantasmagóricas, Clyde (dublada por Brian Drummond na série de TV e por Orion Acaba no videogame) é retratada como um grande fantasma que é simples, mas não é inteligente e tem um apetite igual a Pac-Man. Ele não tem a natureza desonesta de seus irmãos e irmã e é atencioso com os outros. |

## Sequências
Em 1981 é lançado Ms. Pac-Man, a primeira sequência de Pac-Man, que é um jogo semelhante ao original, no entanto a personagem é feminina (com a boca pintada com batom vermelho), e em vez de um labirinto, existem quatro labirintos diferentes.
Também é lançado Jr. Pac-Man, onde o personagem aparece exibindo motivos infantis (boné com uma hélice).

### Pac-Man 2: The New Adventures
Pac-Man 2: The New Adventures, foi um grande jogo lançado para o Mega Drive/Genesis e para o Super Nintendo. Ele se baseia em explorar e cumprir missões. No jogo você não controlava Pac-Man, com um estilingue você ajudava Pac-Man de várias maneiras. O jogo conta com diversas fases, um mapa era disponível onde diversos locais eram destravados de uma fase a outra, também havia diversos segredos e modos de passar a fase. No jogo também havia a participação de toda a família de Pac-Man jé conhecida, também um novo membro fazia parte do elenco, um bebezinho de colo.

### Pac-Man Vs.
Em 2003, durante a E3 daquele ano, um dos destaques da Nintendo para a feira era um novo minigame chamado Pac-Man Vs. para o GameCube. Era um jogo multiplayer para 4 pessoas, onde um usuário conectava um GameBoy Advance ao console e assumia o papel de Pac-Man, vendo todo o tabuleiro no portátil, enquanto outros três na televisão controlavam os fantasmas e tinham uma visão limitada. O jogo encabeçava um novo conceito de “conectividade” que acabou abandonado pela empresa, mas era extremamente divertido.

## Série animada
De 1982 a 1984, a Hannah-Barbera produziu uma série animada baseada em Pac-Man, que chegou a ser exibida no Brasil pela Bandeirantes em 1987 (programa ZYB Bom) e recentemente, no Sábado Animado pelo SBT. A série ao ser adaptada para o Brasil, verteu o nome de Pac-Man para "Comilão" e usa um chapéu referente de "Indiana Jones". A série tratava das aventuras de Pac-Man e sua família (mulher, filho, cão e gato, todas criaturas de forma esférica).

## Recorde Mundial
Billy Mitchell é o detentor do recorde mundial do Pac-Man. O recorde - homologado pela Twin Galaxies - foi logrado durante uma disputa entre Estados Unidos e Canadá. Ele levou mais de 6 horas para completar o jogo, conseguindo alcançar a pontuação máxima do jogo que é 3 333 360 pontos. Para isso ele teve que completar 256 telas sem perder nenhuma vida.